# ホンダ・ジャイロ
ジャイロ (GYRO) は、本田技研工業が製造販売するオートバイのシリーズ商標である。本項では同社が過去に製造販売した派生車種についても解説を行う。

## 概要
2輪車の特長であるスムーズ・軽快・経済性を損なうことなく、4輪車の特長である居住性・快適性を合わせもつ新しいカテゴリーの乗りものを前1輪・後1軸2輪のスクーター=スリーターと銘打ち1981年11月に発売されたストリームに続いて第2弾となる排気量49㏄の原動機付自転車で、1982年10月にジャイロ Xとして販売開始された。
車名はGreat（偉大な）Yours（あなたの）Recreational（娯楽の） Original（オリジナル=独特）の頭文字を取ったもので『優れた多目的性を持ち、仕事からレジャーまで使える独特の乗りもの』というう意味合いが含まれ、さらに羅針盤（方位磁針）を意味するジャイロコンパスとのダブルミーニングである。また当初の市販モデルとなったXにはこれから次々と楽しい使い方が生まれてくる秘めた可能性を込めた。
他のスリーターシリーズがいずれも1985年までに生産終了となるも、本シリーズはバリエーション展開を広げ、2008年に搭載エンジンを空冷2ストローク単気筒から水冷4ストローク4バルブSOHC単気筒へ変更するフルモデルチェンジを経て、2017年現在でも製造販売が継続される。

## 車両解説
本シリーズでは以下の車名・型式名で3バリエーションが販売された。
- ジャイロ X（型式名TD01）：1982年10月13日発表 同月14日発売[2]
- ジャイロ UP（型式名A-TA01）：1985年9月18日発表 同年10月1日発売[5]
- ジャイロ キャノピー（型式名A-TA02）：1990年11月13日発表 同年12月1日発売[6]

以下は3バリエーション共通の構造について解説を行うと共にバリエーションごとの詳細はそれぞれの項目を参照のこと。
車体はバックボーン型フレームを採用。サスペンションは、前輪がボトムリンク、後輪がユニットスイングと通常の2輪スクーターと同様であるが、車体中央付近に回転軸を持った相互の連結部に適切な復元力をあたえるナイトハルト機構を採用したことにより、側車付二輪車・オート三輪・通常のトライクなどとは異なり、通常のオートバイと同様にコーナリングでフロントボディの左右自在スイング、即ち内側への重心移動を可能にした点が最大の特徴であるが、スイング状態からの復元力が若干異なり、リアホイールが旋回時にキャンバースラストを発生しないため、通常のオートバイやスクーターよりも旋回時に大きくバンクさせる必要がある。
加えてリヤ駆動軸にXは当初車軸左右回転差を調整するデファレンシャルクラッチを、UP・キャノピーではデファレンシャルギアを搭載し、旋回性を向上させた。
また構造上スタンド類は未装備で、代わりにスイング機構や車輪を固定するワンタッチ操作のパーキングロック機構を装備し、傾斜地においても車体の水平を保ったまま駐車することが可能である。
タイヤホイールサイズは、前輪がXの1982年モデルのみ3.75-8としたほかは、X・UPが3.50-10→90/100-10、キャノピーが4.00-12→100/100-12、後輪は当初が5.40-6、キャノピーラインナップ後が130/90-6、4ストローク化後が130/70-8とするほか、ブレーキは前後リーディング・トレーリングを装着する。
搭載されるエンジンは、2ストローク時代はXがTD01E型、UP・キャノピーがTA01E型とされたが、いずれも内径x行程=40.0×39.3（mm）である。1997年に本田技研工業は同社の二輪車エンジン4ストローク化方針を発表したが、本シリーズは重量と荷物を運ぶ用途にトルク性能が必要なため、1999年から2000年にかけてキャブレター最適化・マフラーに三元触媒ならびにエアインジェクションシステム（二次空気導入装置）を導入し、平成10年排出ガス規制ならびに騒音規制に適応させたため識別記号BB-を附帯するマイナーチェンジを実施して対応した。しかし本規制対応車の継続生産期限が2008年8月31日とされたことから、同年3月21日発表、同月27日発売で平成18年排出ガス規制に適合させた内径x行程=38.0×44.0（mm）のTA03E型水冷4ストローク4バルブSOHC単気筒エンジンを搭載するフルモデルチェンジを実施。さらに2016年7月1日に施行された欧州Euro4とWMTCを参考とした規制値および区分の平成28年排出ガス規制に適応させたマイナーチェンジを2017年8月22日発表、同年9月22日発売で実施した。なお燃料供給は2ストローク時代のキャブレターから4ストローク化後はPGM-FI電子式燃料噴射装置に変更されたが、始動方式はすべてセルフ・キック併用、動力伝達は一貫してVベルト式無段変速機を搭載する。
積載量はモデルによって異なるが、道路交通法の規格上最大積載量は30 kgとなる。
この他、電動モデルのジャイロ e:および、ジャイロ キャノピー e:が2021年に発表された。

## 内燃モデル

### ジャイロ X
1982年から製造販売されるベースモデル。合計76の特許・意匠・実用新案を出願した。当初は不整地・雪道・坂道などでの走行に特化して開発され優れた走破性能をセールスポイントとしたことから、車両型式上はTD01とオフロードモデルにカテゴライズされたが、フロントデッキと大型リヤキャリアを標準装備したためビジネス向けの需要が高まり販売方針を転換。マイナーチェンジの度にキャッチコピーを変更し、1989年には多目的に使えるレジャースリーター、1993年には多目的スリーター、1999年には三輪ビジネスバイクと変化した。
積載量は、フロントキャリア 5 kg / リヤキャリア 10 kg / オプション設定のインナーボックス 1.5 kg の合計 16.5 kgである。

#### 初代

##### 遍歴

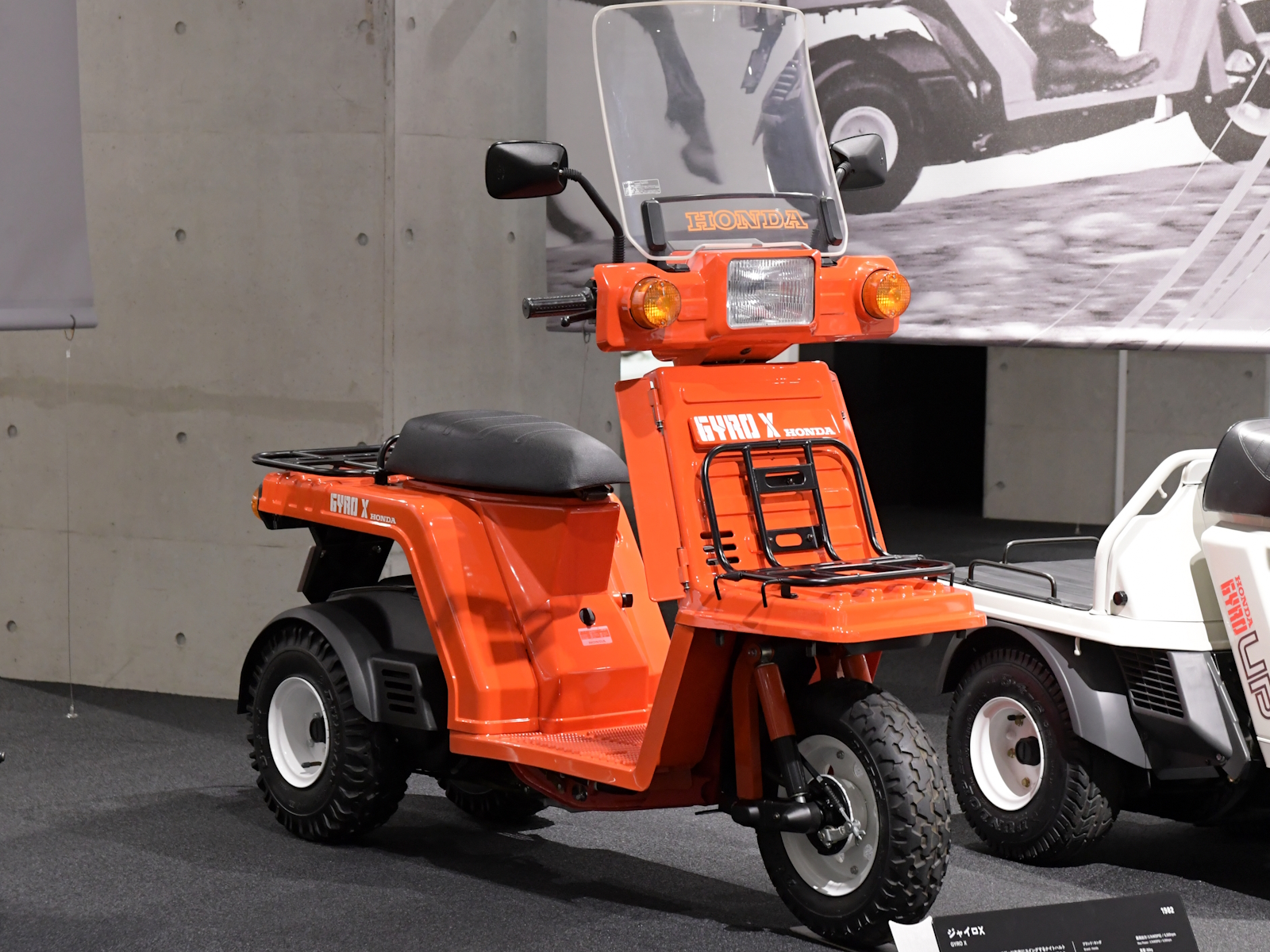
1982年発売型

1982年10月13日発表 同月14日発売
- 最高出力5.0 PS / 6,500 rpm・最大トルク0.56 kgf·m / 5,000 rpm・30 km/h定地走行テスト値71 km/L・乾燥重量81 kg

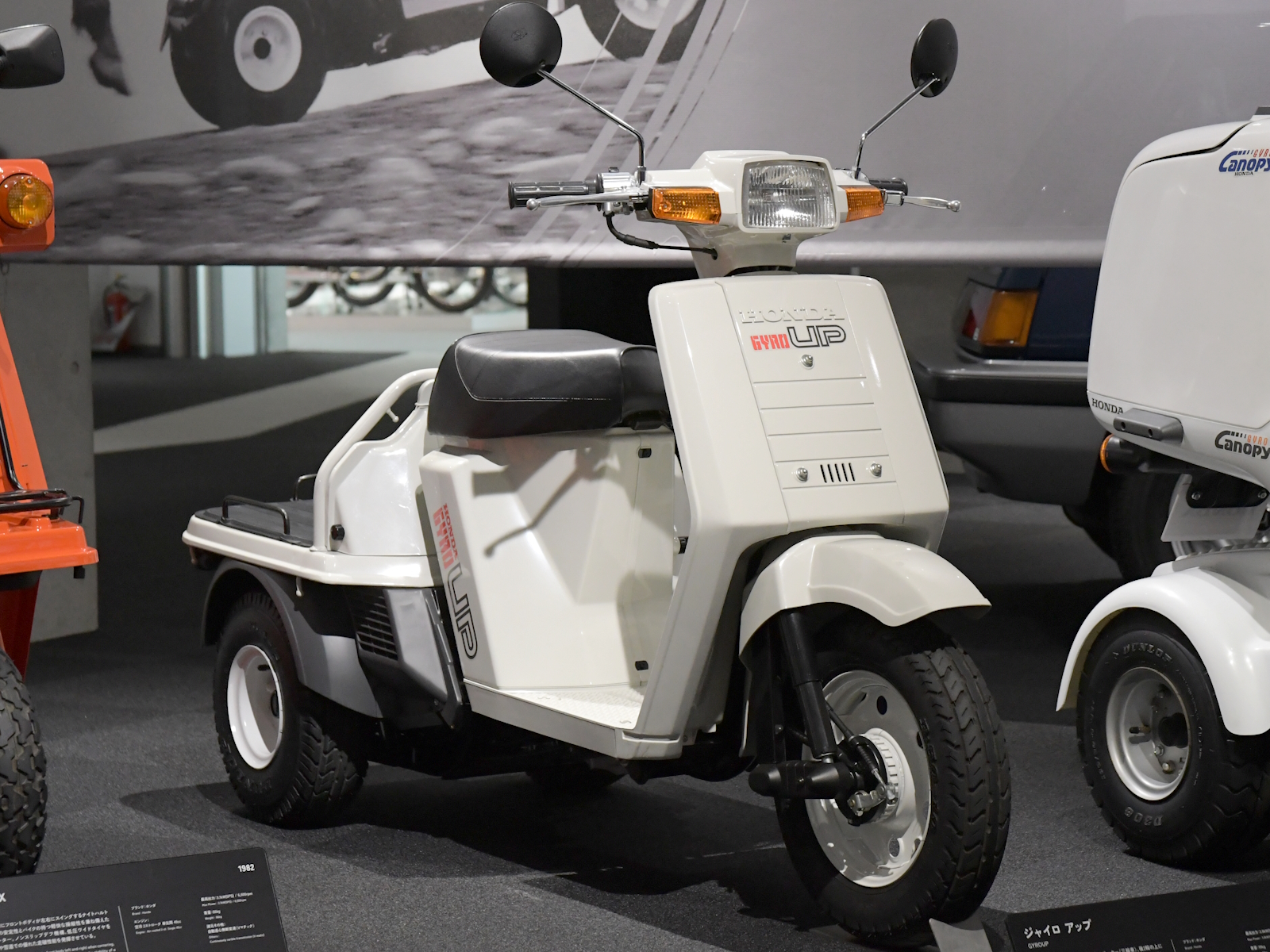
月間販売計画5,000台・標準現金価格179,000円[注 8]

1983年10月28日発表 同月29日発売
以下のマイナーチェンジを実施
- フロントデッキにキャリアを標準装備
- 前輪サイズを3.75-8→3.50-10へ変更しサスペンションストロークを延長
- グリップヒーターを8,000円高でオプション設定
- 30 km/h以上で点灯する速度警告灯を標準装備
- 年間販売計画30,000台・標準現金価格189,000円[注 9]

1989年12月18日発表 同月19日発売
以下のマイナーチェンジを実施
- 昭和60年騒音規制適応のため型式をA-TD01へ変更
- 燃焼室形状変更と変速比ワイド化
  - 最高出力4.5 PS / 6,500 rpm・最大トルク0.54 kgf·m / 4,500 rpm・30 km/h定地走行テスト値51.2 km/L・乾燥重量88 kg
- フレーム・リヤキャリア取付部・リヤホイール・操舵廻り・駆動系など各部の強度・耐久性を向上
- ロゴデザインを変更
- バッテリーをメンテナンスフリー化
- 年間販売計画7,000台・標準現金価格200,000円[注 10]

1992年6月16日発表 同月19日発売
以下のマイナーチェンジを実施
- 車体色をシャスタホワイトへ変更
- ロゴデザインを変更
- 年間販売計画7,500台・標準現金価格220,000円[注 11]

1993年11月22日発表 同年12月3日発売
以下のマイナーチェンジを実施
- ロゴデザインを変更
- シート・リヤフェンダー・ホイールなどカラーリングをUP・キャノピーと統一
- 年間販売計画7,000台・標準現金価格230,000円[注 12]

1999年12月15日発表 同月16日発売
平成10年排出ガス規制ならびに騒音規制適応によるマイナーチェンジ
- 型式をBB-TD01へ変更
- 後輪サイズを130/90-6へ変更
- ドライブベルトの材質を変更
- 最高出力5.0 PS / 6,500 rpm・最大トルク0.57 kgf·m / 6,000 rpm・30 km/h定地走行テスト値44.6 km/L・乾燥重量95 kg
- 年間販売計画5,000台・標準現金価格259,000円[注 13]

2002年6月27日発表 同月28日発売
以下のマイナーチェンジを実施
- 車名ロゴからHONDA表記を分離
- ウィンドシールド・リヤキャリアを廃止し乾燥重量を2 kg減の93 kgとしたベーシックを追加
  - 従来からのラインナップ車はスタンダードのペットネームを追加
- 車体色にファイティングレッドを追加
- 年間販売計画4,000台・標準現金価格：スタンダード259,000円 / ベーシック239,000円[注 14]

- 1982年発売型

#### 2代目

##### 遍歴
2008年3月21日発表 同月27日発売
平成18年排出ガス規制に適合させた型式JBH-TD02へフルモデルチェンジを実施
- 搭載エンジンを水冷4ストローク4バルブSOHC単気筒のTA03E型へ変更
  - 最高出力4.6 PS〔3.4 kW〕/ 7,500 rpm・最大トルク0.45 kgf·m〔4.4 N·m〕/ 7,000 rpm・30 km/h定地走行テスト値59 km/L[注 15]・車両重量112 kg[注 16]
- タイヤサイズを90/100-10（前）130/70-8（後）へ変更しチューブレス化
- ホイールをアルミニウム製へ変更
- 燃料タンク容量が5.0 L→4.7 Lへ減少
- 後輪トレッドを従来モデルに比べ65 mm拡幅化し495 mmへ変更
- 前後輪ブレーキサイズを130 mmへ大型化
- 年間販売計画4,000台・標準現金価格：スタンダード379,050円 / ベーシック358,050円[注 17]

2017年8月22日発表 同年9月22日発売
平成28年排出ガス規制に適合させた型式2BH-TD02へマイナーチェンジを実施
- 燃料蒸発ガス抑制装置ならびに排出ガスの異常を警告する車載故障診断装置を装着
  - このため車両重量がJBH-TD02型比1 kg増
- 年間販売計画2,500台・標準現金価格：スタンダード419,040円 / ベーシック397,740円[注 18]

### ジャイロ UP
| 低床大型化した積載スペース |  | マーレー社製FRPルーフ装着車 |
| 低床大型化した積載スペース |  | マーレー社製FRPルーフ装着車 |

Xがビジネス向け、なかでも配達用途の需要が高かったことから、一部設計変更して積載に特化させたモデルである。
Xのリヤデッキ部分を地上高460 mmまで低床化し、450×570（mm）・最大積載量30 kgの荷台とした上で荷物と荷台の傷つきを防止するゴムマットを標準装備する。また荷台部分はX・キャノピーとは異なりスイングする前部から分離した後輪軸上に固定される。したがって荷台は常に水平で、運転者による傾けすぎや停車時の左右バランスを気にする必要は無い。もっとも遠心力による荷崩れや車体のモーメントへの負担、また旋回力の弱さなど、旋回速度を強く気にすることにはなる。重量物を台車からあまり持ち上げずに載せられ、酒屋の配達に向くと言われた。
搭載されたTA01E型エンジンはX用のTD01E型と基本設計は共用するが、チューニングが異なっており、最高出力5.1 PS / 6,500 rpm・最大トルク0.60 kgf·m / 5,500 rpm・30 km/h定地走行テスト値58.0 km/L・乾燥重量94 kgのスペックとされた。
なお本モデルは、2008年の4ストロークエンジン化の際に対象から外され生産終了となった。

#### 遍歴
1985年9月18日発表 同月14日発売
- 年間販売計画20,000台・標準現金価格249,000円[注 22]

1991年6月21日発表 同月24日発売
以下のマイナーチェンジを実施
- 車体色をシャスタホワイトへ変更
- ロゴデサインを変更
- シート・リヤフェンダー・ステップなどに青色塗装を施工
- 最高出力5.3 PS / 6,500 rpm・最大トルク0.60 kgf·m / 6,000 rpm・30 km/h定地走行テスト値44.0 km/L・乾燥重量101 kg
- 年間販売計画6,000台・標準現金価格264,000円[注 23]

1993年5月14日発表 同月18日発売
以下のマイナーチェンジを実施
- ロゴデザインを斜体へ変更
- 年間販売計画5,000台・標準現金価格274,000円[注 24]

2000年2月3日発表 同月4日発売
平成10年排出ガス規制ならびに騒音規制適応によるマイナーチェンジ
- 型式をBB-TA01へ変更
- 後輪サイズを130/90-6へ変更
- ドライブベルトの材質を変更
- 最高出力5.0 PS / 6,500 rpm・最大トルク0.57 kgf·m / 6,000 rpm・30 km/h定地走行テスト値46 km/L・乾燥重量105 kg
- 年間販売計画3,000台・標準現金価格294,000円[注 25]

2008年
生産終了
- 1985年発売型

### ジャイロ キャノピー
2輪車の機動性や駐車性の良さを活かしながら、2輪車にはない新しい機能とファッション性を追求し、都市交通環境の変化や宅配・巡回サービス業などの新しいビジネス形態に合せて開発された。
2022年現在でも日本国内で製造販売されるオートバイでは唯一屋根を標準装備する。また屋根を装備したことから、ワイパーおよびウインドーウォッシャーを標準装備するフロントスクリーンも装備。フロントカウルもX・UPとな異なった曲線基調のタイプになり、ヘッドライトも1灯式から2灯式に変更された。

#### 初代
荷台はX同様スイングされる前部側に設置されており、当初次の2タイプが設定された。
- デッキタイプ：フラット荷台
- ワゴンタイプ：容量62 Lのキーロック付トランク装備

| デッキタイプ（1993年改良型） |  | ワゴンタイプ（1999年改良型） |
| デッキタイプ（1993年改良型） |  | ワゴンタイプ（1999年改良型） |

2008年3月のフルモデルチェンジでワゴンタイプは生産打ち切りとなった。
- デッキタイプへ用途に合わせた社外品ボックス[注 30]等を後付けする事例が多かったことも一因にあり、Xと共にホームセンターで市販される収納ボックスを取り付けるユーザーも存在したほか、出前機の設置例もある。

また積載量は荷台のみならば最大30 kgとなるが、オプションとなる積載量1.5 kgのフロントバスケットを装着し最大積載量まで積載した場合は、原動機付自転車の合計最大積載量が30 kgまでのため荷台は28.5 kgまでの積載となる。
このほか、X・UPからの設計変更は前輪サイズを4.00-12へ大径化させ、ボトムリンク式サスペンションもアンチダイブ機構を組み合わせたトレーリングリンクタイプに変更。後輪サイズは当初から130/90-6を装着し、ブレーキ径も⌀110とサイズアップさせており、ホイールベースもXの1,155 mm、UPの1,240 mmから1,410 mmへ大幅に延長された。このため乾燥重量もデッキタイプで121 kg、ワゴンタイプで128 kgと大幅に増加し、30 km/h定地走行テスト値も38.3 km/Lとなったことから、燃料タンク容量を7.0 Lまで増量した。
なお搭載されるTA01E型エンジンはUPからのキャリーオーバーであるが、特性を変更した最高出力5.3 PS / 7,000 rpm・最大トルク0.57 kgf·m / 6,500 rpmのスペックとされた。
1985年にドミノ・ピザが日本に出店する際、アメリカのように自動車では日本の道路事情に合わないため、配達にオートバイを使うこととなり、日本法人初代社長のアーネスト・エム・比嘉がジャイロXにフロントスクリーンと一体化した屋根を装備した専用モデル「ドミノジャイロ」をホンダに提案した。これ以降、宅配ピザ企業が追従し、ジャイロ キャノピーの登場以降はドミノ・ピザも含めて保温が可能なワゴンタイプが出前車両として一般化した。現在でもドミノ・ピザ日本法人の本社入り口には初代モデルが展示されている。

##### 遍歴
1990年11月13日発表 同年12月1日発売
- 年間販売計画10,000台・標準現金価格：デッキタイプ384,000円 / ワゴンタイプ399,000円[注 31]

1993年4月7日発表 同月15日発売
以下のマイナーチェンジを実施 
- ロゴカラーをレッドへ変更
- 屋根の形状・材質を変更し強度向上
- ワゴンタイプのトランクに開閉ダンパーを装着
- 最高出力5.3 PS / 6,500 rpm・最大トルク0.60kgf·m / 6,000 rpm・30 km/h定地走行テスト値41.9 km/L
- 乾燥重量1 kg増加
- 年間販売計画5,000台・標準現金価格：デッキタイプ394,000円 / ワゴンタイプ409,000円[注 32]

1996年9月20日発表 同月21日発売
以下のマイナーチェンジを実施 
- 屋根カラーをブラックからグレーへ変更
- ロゴマークをレッドからグリーンへカラー変更
- マフラーのテールキャップ部を溶接固定タイプから着脱タイプへ変更
- 年間販売計画6,000台・標準現金価格：デッキタイプ394,000円/ワゴンタイプ409,000円[注 33]

1999年10月19日発表 同月20日発売
平成10年排出ガス規制ならびに騒音規制適応によるマイナーチェンジ
- 型式をBB-TA02へ変更
- CDI点火装置をアナログ式からデジタル式へ変更
- ドライブベルトの材質を変更
- ロゴカラーをブラックへ変更
- 最高出力5.0 PS / 6,500 rpm・最大トルク0.57 kgf·m / 6,000 rpm・30 km/h定地走行テスト値41.9 km/L・乾燥重量：デッキタイプ / ワゴンタイプとも 129 kg
- 年間販売計画4,500台・標準現金価格：デッキタイプ409,000円 / ワゴンタイプ424,000円[注 34]

2002年6月27日発表 同月28日発売
以下のマイナーチェンジを実施 
- ロゴマークからHONDA表記を分離
- シャスタホワイトに加え、5色のカラーオーダープランを採用
- 年間販売計画4,500台・標準現金価格：デッキタイプ409,000円/ワゴンタイプ424,000円[注 35]

#### 2代目
2008年に発売された。初代から大きく外観の変更はなく、排出ガス規制の影響でエンジンが２サイクルから４サイクルに変更された。

##### 遍歴
2008年3月21日発表 同月27日発売
平成18年排出ガス規制に適合させた型式JBH-TA03へフルモデルチェンジを実施
- 搭載エンジンを水冷4ストローク4バルブSOHC単気筒のTA03E型へ変更
  - 最高出力4.6 PS〔3.4kW〕/ 7,500 rpm・最大トルク0.45 kgf·m〔4.4N· m〕/ 7,000 rpm・30 km/h定地走行テスト値54.5 km/L・車両重量139 kg[注 36]
- ワゴンタイプを廃止
- タイヤサイズを100/100-12（前）130/70-8（後）へ変更しチューブレス化
- ホイールをアルミニウム製へ変更
- 燃料タンク容量が7.0 L→6.8 Lへ減少
- 後輪トレッドを従来モデルに比べ65 mm拡幅化し495 mmへ変更
- 前後輪ブレーキサイズを130 mmへ大型化
- 年間販売計画5,000台・標準現金価格523,950円[注 37]

2017年8月22日発表 同年9月22日発売
平成28年排出ガス規制に適合させた型式2BH-TA03へマイナーチェンジを実施
- 燃料蒸発ガス抑制装置ならびに排出ガスの異常を警告する車載故障診断装置を装着
- 年間販売計画3,400台・標準現金価格560,520円[注 38]

## 電動モデル

### ジャイロ e:

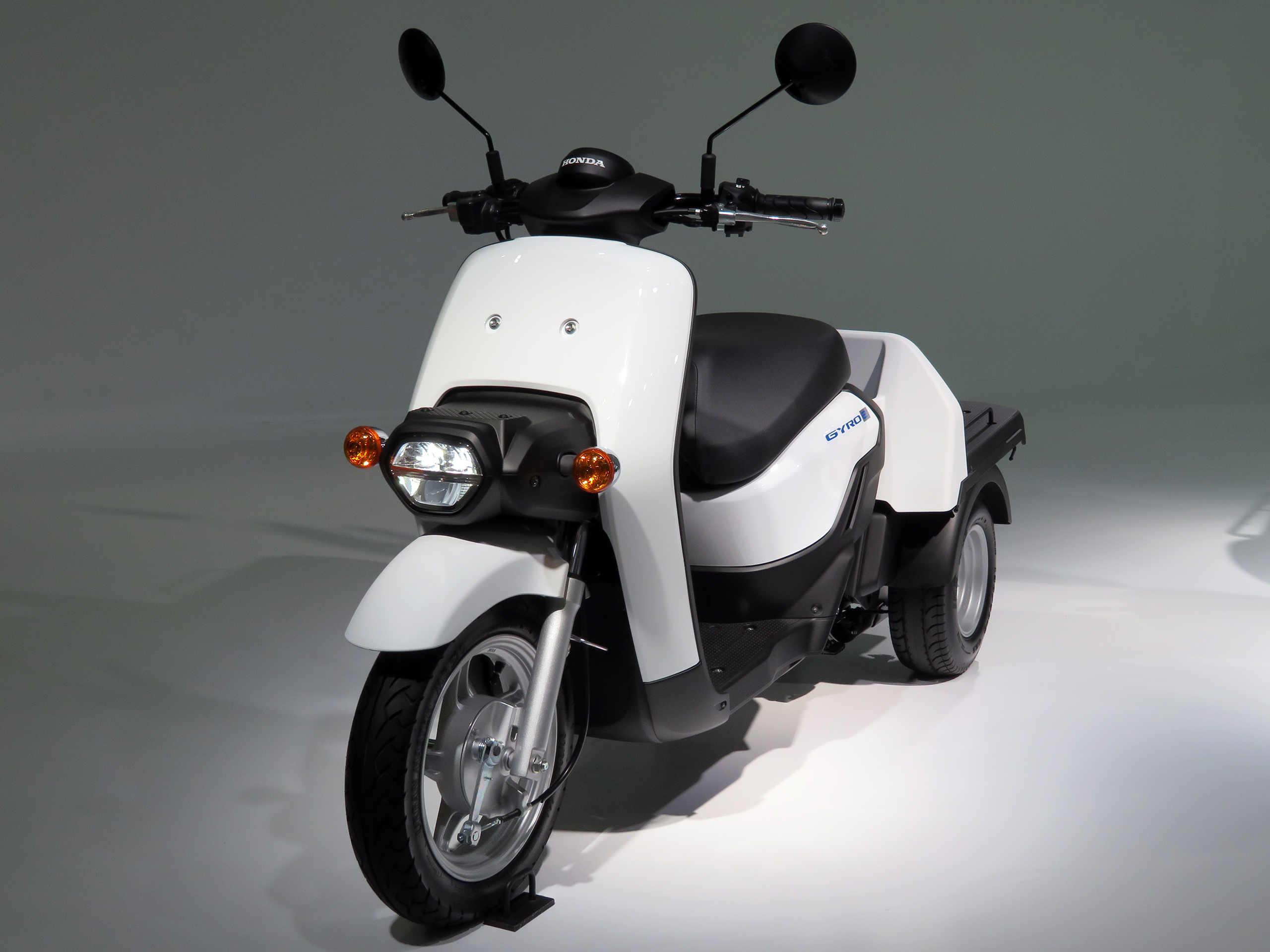
ジャイロe:

2021年3月25日に発売された。2019年に発表されたベンリィe:シリーズに引き続き「Honda e: ビジネスバイクシリーズ」として展開される。同じく着脱式リチウムイオンバッテリー（ベンリィe:シリーズと共通）を採用しており、同様にバッテリーリサイクルの観点から法人向けのみの販売としていたが、2023年6月1日よりバッテリー回収を実施するホンダ二輪EV取扱店約560店舗にて一般向けの販売を開始した。
スタイリングとしては、ベンリィe:の座席より後ろをジャイロ UP のような荷台に変更したような車体形状をしている。

### ジャイロ キャノピー e:
2021年10月29日に発売された。上記のジャイロ e :と同様にバッテリーリサイクルの観点から法人向けのみの販売となっていたが、2023年6月1日よりベンリィe:およびジャイロe:と同様にバッテリー回収を実施するホンダ二輪EV取扱店にて一般向けの販売を開始した。

## カスタマイズ
オートバイらしからぬ独特の風体、特異な構造から以下に示すカスタマイズを施す場合がある。
ツーリング用バイクへの特化
エンジンの振動がシートにダイレクトに響かない。四輪車に対する低燃費や経済性。テントを含むキャンプ用品一式を搭載できる卓越した積載性。キャノピーはシートが寄りかかった姿勢で運転可能など長時間走行時ならびに雨風を防げるなどの快適性からゆったりした旅を楽しむ長距離移動バイクとしての需要がある。
後輪トレッド幅を500 mm超にして排気量は50 cc未満のままミニカー登録
ミニカー登録の場合はヘルメット着用義務がなくなるが、普通自動車免許が必要となる。また、これらの改造により法令で定められた原動機付自転車最高速度30 km/hを合法的に超過しての走行や二段階右折も不要となることから、個人の趣味範囲に留まらず近年は業務用途においてもミニカー登録を行うケースも多い。
ミニカー登録は住民票のある市区町村役場で手続きを行う。手続き完了後は水色のナンバープレートが交付され、自動車税の金額が増額変更される。
後輪トレッド幅を500 mm超にして排気量を51 ㏄以上にして側車付軽二輪（トライク）として登録
側車付き軽二輪登録することによって、ミニカー登録のメリットである二段階右折、ヘルメットが不要になるほか、ミニカーでは走行不可能な自動車専用道路や高速道路の走行も可能になる。また、軽二輪扱いではあるがトライクのためミニカーと同様に普通自動車免許で運転可能である。
後輪トレッド幅を変更せずエンジンスワップもしくはボアアップによって排気量を51 cc以上にして小型自動二輪車登録
排気量125ccまでの場合、特定二輪車のうちの原付二種登録が可能であり、二段階右折が不要となり、任意保険ではファミリーバイク特約の適用を受けることが可能になる。他方でヘルメットの装着義務、自動車専用道や高速道路等の通行は不可能。運転免許は普通免許では無免許運転となり、大型自動二輪車・普通自動二輪車・普通自動二輪車（小型限定）の各免許およびそれらのAT限定免許が必要となる。

## 関連車種
本田技研工業が製造販売したその他のスリーターについて解説を行う。なお全モデルとも1985年までに生産終了した。

### JOY(ジョイ)

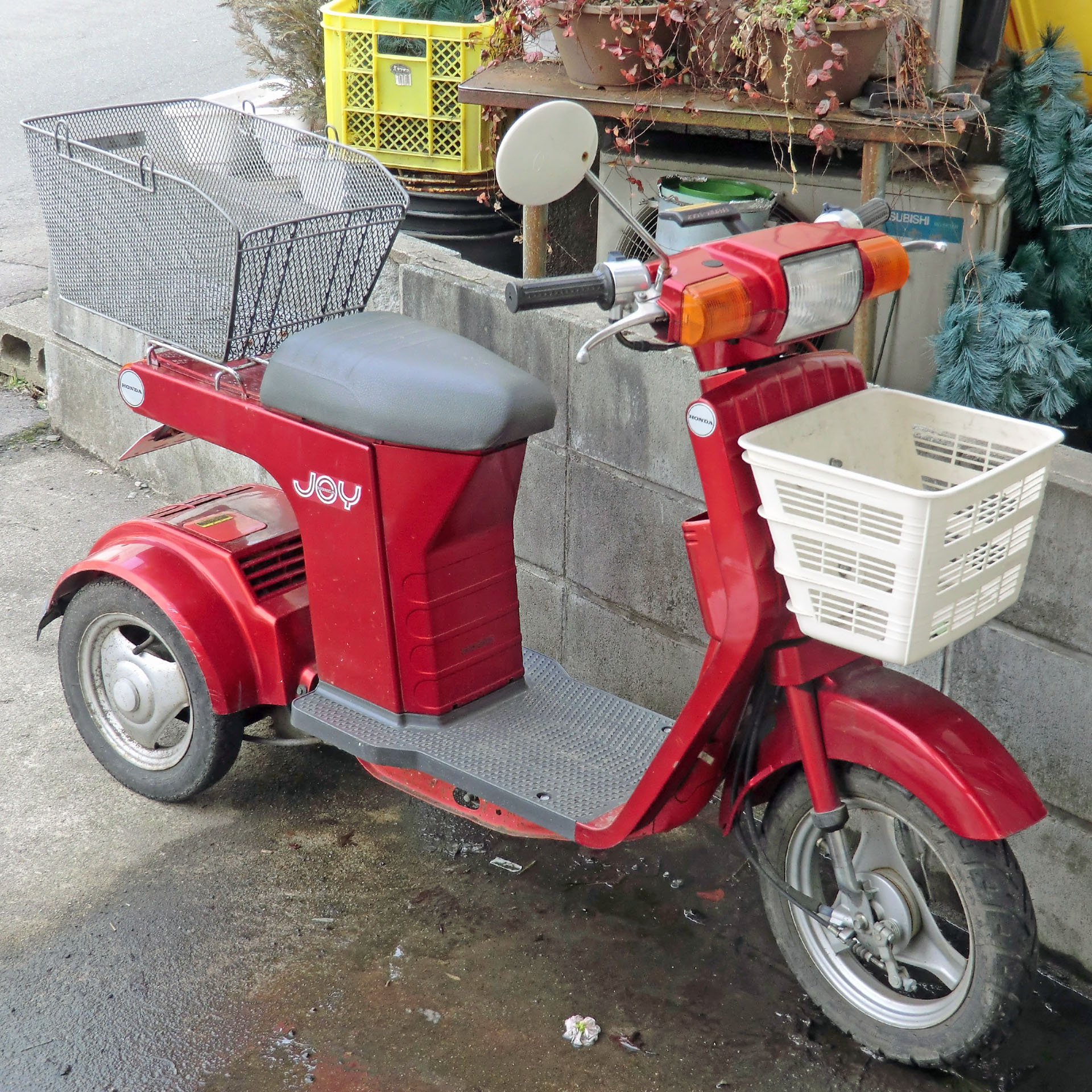
JOY

型式名A-TB08。1983年4月に標準販売価格99,800円で発売。最高出力3.7 PS / 6,000 rpm・最大トルク0.47 kgf·m / 5,000 rpmを発揮するTB08E型強制空冷2ストローク単気筒エンジンを搭載する。
取りまわしやパーキングが楽な軽量コンパクトをコンセプトに女性向けとして開発されており、デファレンシャル機構を廃した片輪駆動化、キックモーターを廃してセルスターターのみとするなど機能を簡略化して軽量化をすすめた結果、乾燥重量はわずか46 kgである。一方、フロントバスケットやリヤキャリアなど生活面での使いやすい機能を標準装備として利用層の拡大を図った。

### ジャスト

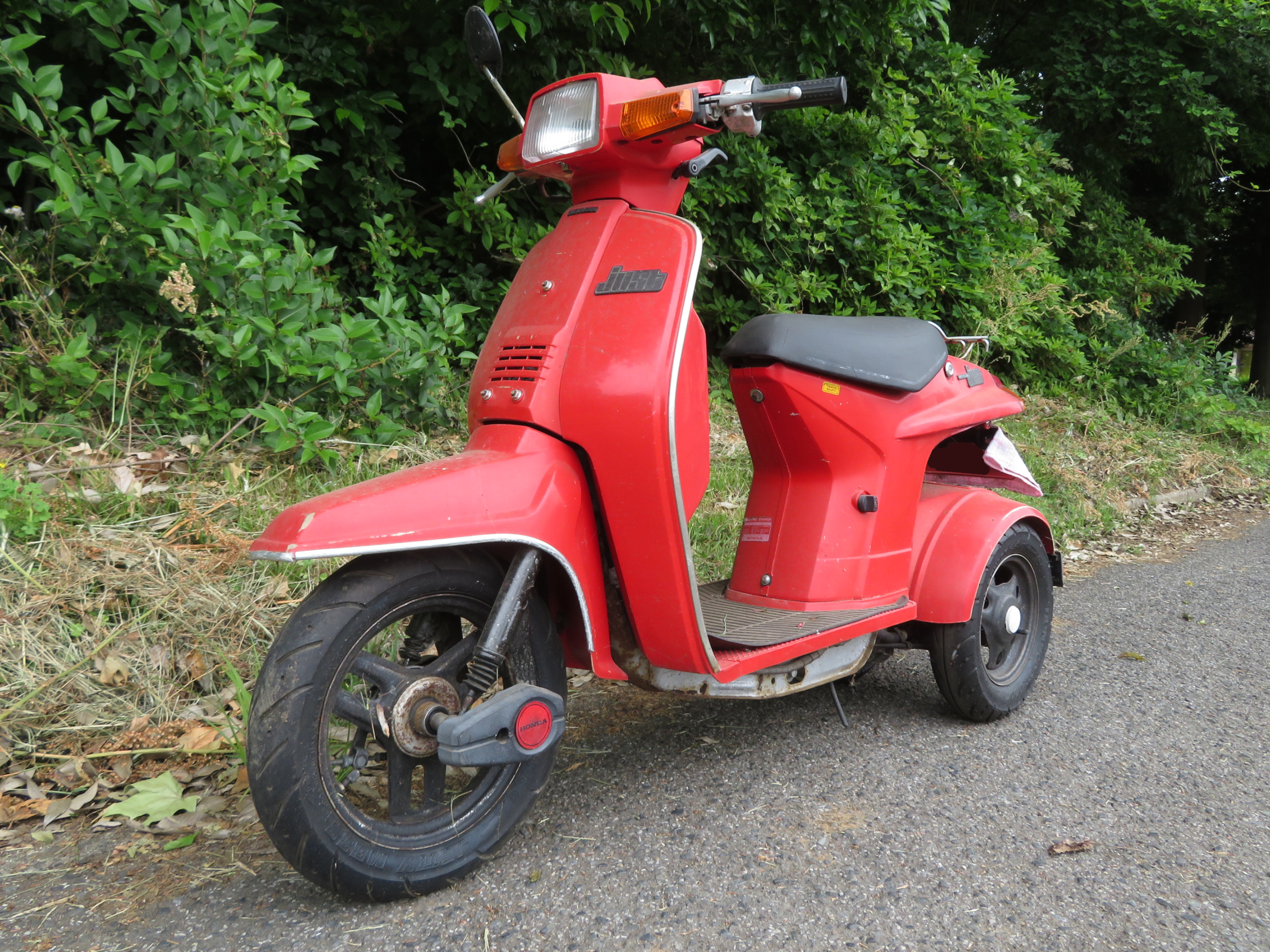
ジャスト

型式名A-TB09。1983年5月24日に同月25日から標準販売価格129,000円で販売することを発表。
スリーターの個人ユーザー向けに市場拡大を図るためにJOYとともに開発された。TB08E型エンジンをはじめ基本的なシステムや多くのコンポーネンツをJOYと共用する姉妹車であるが、2速オートマチックトランスミッションを搭載するなどの相違点があり、乾燥重量は57 kg。